# Майкъл Кийтън
Майкъл Джон Дъглас (на английски: Michael John Douglas) (роден на 5 септември 1951 г.), по-известен със сценичния си псевдоним Майкъл Кийтън, е американски актьор.
Най-познат е с ранните си комедийни роли в „Нощна смяна“ и „Бийтълджус“ и с ролята си на Батман в двата филма на Тим Бъртън от антологията.

## Частична филмография
- 1982 – „Нощна смяна“ (Night Shift)
- 1983 – „Господин Майка“ (Mr. Mom)
- 1986 – „Гънг Хо“ (Gung Ho)
- 1986 – „Разривът“ (Touch and Go)
- 1988 – „Бийтълджус“ (Beetlejuice)
- 1988 – „Чист и трезвен“ (Clean and Sober)
- 1989 – „Батман“ (Batman)
- 1992 – „Батман се завръща“ (Batman Returns)
- 1993 – „Много шум за нищо“ (Much Ado About Nothing)
- 1993 – „Моят живот“ (My Life)
- 1994 – „Вестникът“ (The Paper)
- 1994 – „Безмълвно“ (Speechless)
- 1996 – „Мултиплициране“ (Multiplicity)
- 1997 – „Сестрите Абът“ (Inventing the Abbotts)
- 1997 – „Джаки Браун“ (Jackie Brown)
- 1998 – „Последен шанс“ (Desperate Measures)
- 1998 – „Извън контрол“ (Out of Sight)
- 1998 – „Снежният човек“ (Jack Frost)
- 2000 – „Купата“ (A Shot at Glory)
- 2002 – „На живо от Багдад“ (Live from Baghdad)
- 2004 – „Дъщерята на президента“ (First Daughter)
- 2005 – „Шестата игра“ (Game 6)
- 2005 – „Хърби: Зареден до дупка“ (Herbie: Fully Loaded)
- 2006 – „Колите“ (Cars) (глас)
- 2010 – „Ченгета в резерв“ (The Other Guys)
- 2010 – „Играта на играчките 3“ (Toy Story 3) (глас)
- 2011 – „Рокфелер плаза 30“ (30 Rock) – един епизод
- 2014 – „Робокоп“ (RoboCop)
- 2014 – „Need for Speed“
- 2014 – „Бърдмен“ (Birdman)
- 2015 – „Миньоните“ (Minions) (глас)
- 2015 – „Спотлайт“ (Spotlight)
- 2016 – „Сделка за милиони бургери“ (The Founder)
- 2017 – „Спайдър-Мен: Завръщане у дома“ (Spider-Man: Homecoming)
- 2017 – „Американски убиец“ (American Assassin)
- 2019 – „Дъмбо“ (Dumbo)
- 2022 – „Морбиус“ (Morbius)
- 2022 – „Светкавицата“ (The Flash)